# 롤라 두에냐스
롤라 두에냐스(Lola Dueñas, 1971년 10월 6일 ~ )는 스페인의 배우이다. 페드로 알모도바르 감독 영화 《귀향》을 통해 칸 영화제 여자연기자상을 공동수상했다. 고야상 여우주연상 2회(2004, 2009) 수상자이다.

## 작품 목록
- 그녀에게 (2002)
- 씨 인사이드 (2004)
- 귀향 (2006)
- 미 투 (2009)
- 브로큰 임브레이스 (2009)